# 安中市立後閑小学校
安中市立後閑小学校（あんなかしりつ ごかんしょうがっこう）は、群馬県安中市にある安中市立小学校。

## 概要
緑のプロジェクトとして東日本大震災で被災した南相馬市などが緑の防波堤運動に使用する、どんぐり苗を植え、被災地に送っている。

## 沿革
- 1941年 - 校名変更により碓氷郡後閑尋常高等小学校となる。
- 1941年 - 碓氷郡後閑村国民学校となる。
- 1947年 - 碓氷郡後閑村立後閑小学校となる。
- 1958年 - 安中市立後閑小学校と改称。
- 2011年 - 上後閑小学校が後閑小学校に統合される。

## 学区
- 後閑地区[2]

## 学校教育目標
心ゆたかに　たくましく　自ら学ぶ児童の育成 

### 合い言葉
- ぽかぽか（みんな仲よく）
- にこにこ（元気な子）
- きらきら（すすんで勉強）

### めざす児童像
- ぽかぽか
  - 親切にできる子　元気にあいさつできる子　進んで清掃に取り組める子
- にこにこ
  - 進んでからだをきたえる子　規則正しく生活する子　最後までやりとげる子
- きらきら
  - よく聞き考え進んで発表する子　本をたくさん読む子　学習習慣を身に付ける子